# 西蒙尼·坦纳·肖米特
西蒙尼·坦納·肖米特（英語：Simone Tanner Chaumet，1916年—1962年5月25日）是法國和平社會運動家，他在1943年至1945年间於法國和1951年至1956年間於阿爾及利亞担任SCI（国际服务局）的志願者。2011年，她因為以色列在第二次世界大戰期间拯救猶太兒童的行為而被尊為國際義人。

## 早期生活
Chaumet出生於1914-1918戰爭期間，她確切的出生日期和地點不明。她從未見過他的父親。 這件事影響了她，讓她在年輕時較易感性。她的母親之後再婚，而繼父是一個和藹的男人，他帶著他的妻子和兩個女兒去戛纳並且住在那里。Chaumet和她的继父的關係非常緊張。1942年，她與朋友JamyBissérier一起加入了CLAJ（Club loisirs action jeunesse），並且於1943年成为CLAJ的秘書。当她在那里工作时，她在第二次世界大戰期间挽救了猶太兒童（弗朗索瓦·格尔伯特，莫里斯和查尔斯·伍罗内尔，吉尔伯特和马克西姆·阿卢什）。

## Chaumet和SCI（國際組織）
SCI對於Chaumet非常重要。她關注SCI的訊息，並且决定參與SCI志工服務。1945年至1950年期間，她在法國非常活躍，並且於1951年至1956年期間继续在阿爾及利亞擔任長期志工。爾後，她與SCI秘書Emile Tanner结婚。Chaumet在担任SCI志愿者時在Bouzareah建立了一所學校。她想幫助那些文盲以及需要接受教育的孩子。

## 逝世和紀念
於1962年5月25日，她在阿爾及利亞獨立戰爭中被謀殺阿尔及利亚战争。2005年5月7日，人們在Col du Fanget安装了纪念匾額。被Chaumet拯救了生命的孩子，FrançoisGelbert，Gilbert和Maxime Allouche参加了纪念活動以表彰她。此外，她在以色列被紀念以及表彰他所做的一切，因为她在法國二戰期間挽救了猶太人兒童的生命。最后，她獲得了國家榮譽於2011年10月24日在巴黎波拿巴街78号的SalledesFêtesdela Mairie du 6e arrississment。 